# Estadio Gonzalo Pozo Ripalda
Das Estadio Gonzalo Pozo Ripalda ist ein Fußballstadion im Süden der ecuadorianischen Hauptstadt Quito, Provinz Pichincha. Es ist die Heimspielstätte des Fußballvereins SD Aucas. Die Anlage bietet 22.000 Zuschauern Platz und wurde 1994 eröffnet. 
Die Band Iron Maiden spielte im Stadion als Teil ihrer Somewhere Back in Time World Tour am 10. März 2009 ein Konzert.